# Miguel Ángel Pérez Lasa
Miguel Ángel Pérez Lasa (Andoáin, Guipúzcoa, País Vasco, España, 31 de octubre de 1967) es un exárbitro de fútbol español de la Primera División de España. Actualmente es árbitro informador en 1ª división. Perteneció al Comité de Árbitros del País Vasco.

## Trayectoria
Tras estar dos años en Segunda División de España debutó en Primera División de España el 7 de septiembre de 1997 en el Real Zaragoza contra el Real Oviedo (3-3). Es un árbitro que posee un elevado registro de amonestaciones por temporada.
En 2006 iba a estrenar internacionalidad, pero Victoriano Sánchez Arminio, presidente del CTA, le dejó sin escarapela FIFA tras negarse junto con Arturo Daudén Ibáñez, a firmar un documento en el que se pedía la destitución de Antonio Jesús López Nieto y de Antonio Martín Navarrete como miembros de la Comisión de Designación.
En 2009 se estrenó en España un documental titulado El árbitro, realizado por Canal+ y protagonizado por Miguel Ángel Pérez Lasa, que trata sobre la figura del equipo arbitral en un partido.
Se retiró en la temporada 2012/13 tras haber arbitrado encuentros tan importantes como un Real Madrid - FC. Barcelona. El último encuentro que dirigió fue el Real Madrid Club de Fútbol-Club Atlético Osasuna (4-2) el 1 de junio de 2013 dejando un gran pabellón arbitral para las generaciones venideras de árbitros. 

## Entrevistas
Con motivo de su retirada del arbitraje, la popular web española de arbitraje, El Rincón del Árbitro, le realizó una entrevista. 
http://www.elrincondelarbitro.com/2013/09/entrevista-miguel-angel-perez-lasa-ex.html (enlace roto disponible en Internet Archive; véase el historial, la primera versión y la última).

## Premios
- Premio Don Balón (1): 2009